# Tomino Szelo
Tomino Szelo (macedónul: Томино Село) település Észak-Macedóniában, a Délnyugati körzet Makedonszki Brod-i járásában.

## Népesség
| Lakosok száma | 222  | 237  | 212  | 182  | 116  | 66   | 56   | 44   | 18   |
|               | 1948 | 1953 | 1961 | 1971 | 1981 | 1991 | 1994 | 2002 | 2021 |

2002-ben 44 lakosa volt, akik mindannyian macedónok.